# 西吉贝尔特一世
西吉贝尔特一世（法語：Sigebert I）是墨洛温王朝的法兰克国王（561年—575年在位），西吉贝尔特一世统治蘭斯及梅斯。西吉贝尔特一世是法蘭克國王克洛泰爾一世及他的首任妻子英貢德所生的第五子，克洛泰爾一世死後繼承法蘭克王國的四名兒子中，排行第三。西吉貝爾特一世出生于535年，于575年逝世。

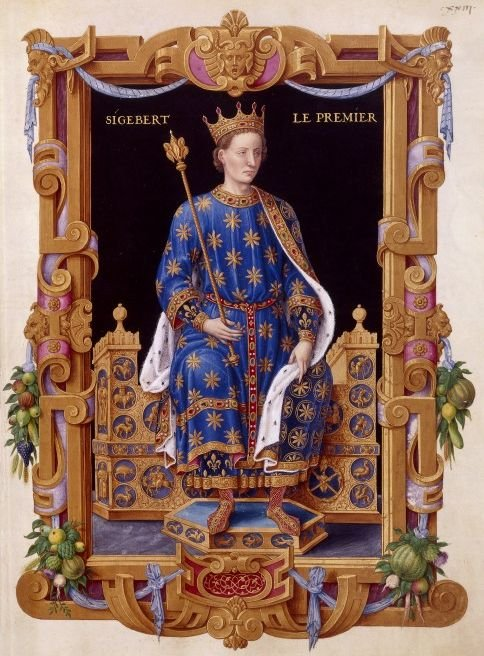
根據法國杜甫特列王收藏的西吉貝爾特一世畫像，收藏在法國國家圖書館。

## 生平
當父親克洛泰爾一世於561年逝世時，根據法蘭克人傳統將王國分成四份留給四名仍在生的兒子：西吉貝爾特一世繼承東北部份的王國，稱為奧斯特拉西亞王國，首都蘭斯；查理貝爾特一世繼承以巴黎為首都的巴黎王國；貢特拉姆繼承勃艮第王國，首都為奧爾良；而異母幼弟希爾佩里克一世則繼承蘇瓦松王國。567年或568年，兄長查理貝爾特一世逝世，在沒有兒子繼承的情況下，三兄弟將巴黎王國分成三份，巴黎因此被保持在共有的基礎上，稅收也被分成三份。每個國王進入他人的領地，無需經過另外兩人的批准。此外，桑利斯沒有被分裂。因為阿瓦爾人的入侵，西吉貝爾特一世將首都由蘭斯移至梅斯，其後他在562年及約568年兩次對阿瓦爾人的入侵作出回應。
約在567年，西吉貝爾特一世迎娶西哥特公主奧斯特拉西亞的布倫希爾德，西哥特國王阿塔納吉爾德與其王后葛絲溫薩的幼女。因布倫希爾德的美麗與高貴，西吉貝爾特一世的弟弟希爾佩里克一世亦拋棄第一任妻子奧多維拉，與另一個西哥特公主（也就是布倫希爾德的姐姐）加爾斯溫特成婚。可惜，希爾佩里克一世不但不願遣散自己包養的情婦，更對加爾斯溫特生厭，於是與寵妃芙蕾德貢德合謀，殺害了加爾斯溫特並與芙蕾德貢德結婚。
為了幫助妻子布倫希爾德報殺姊之仇，西吉貝爾特一世與希爾佩里克一世開戰，揭開了兩兄弟和他們的子嗣之間長達40年的戰爭。573年，西吉貝爾特一世佔領了普瓦捷及圖賴訥，侵占蘇瓦松王國大部份地區，希爾佩里克一世躲藏在圖爾奈。

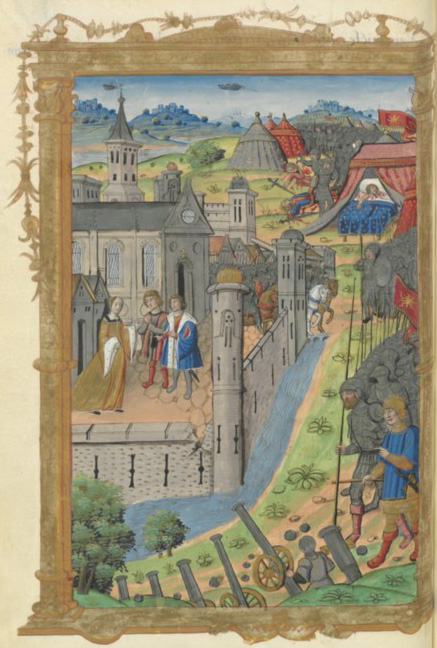
收藏於法國國家圖書館，Guillaume Crétin在魯昂於十六世紀（1515年後）載於法國編年史的圍攻圖爾奈（575年）及暗殺西吉貝爾特一世畫像。

當西吉貝爾特一世在維特里昂納圖瓦被希爾佩里克一世的人民宣佈成為國王之際，西吉貝爾特一世被兩名為芙蕾德貢德效力的殺手刺殺身亡。

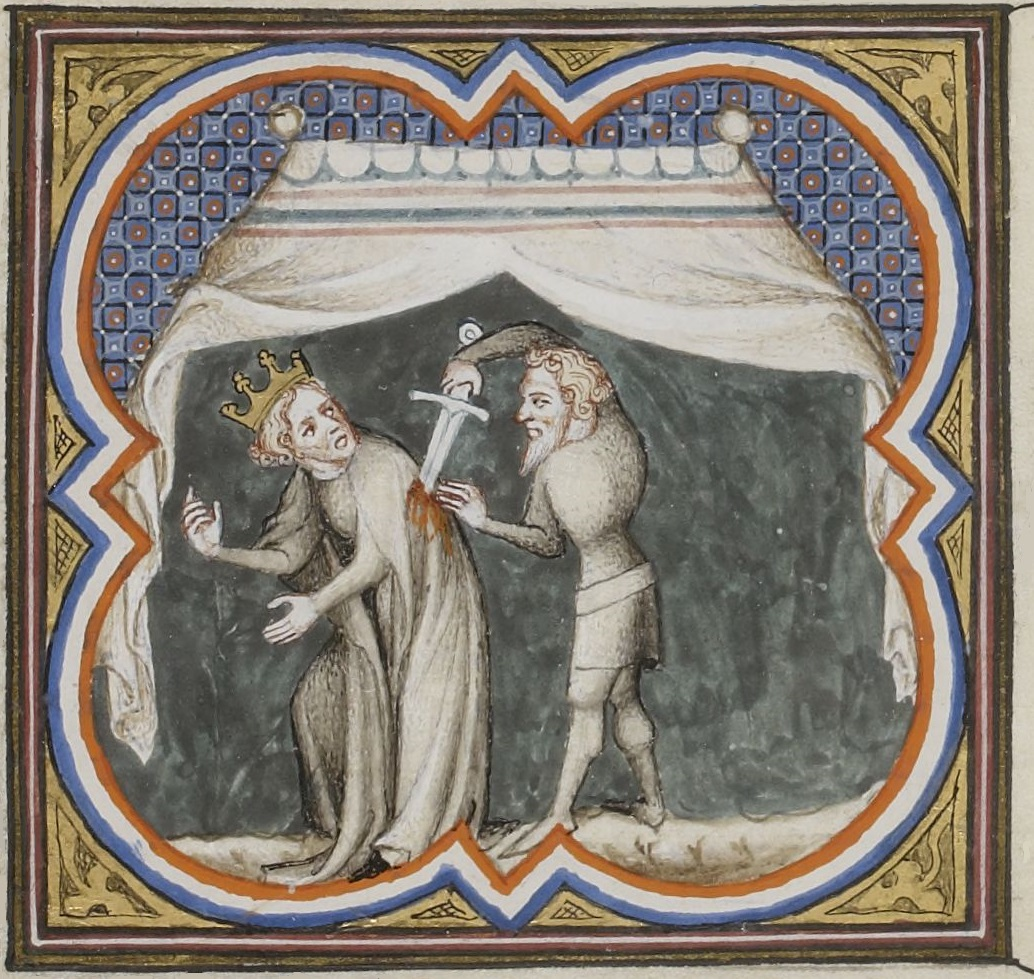
西吉貝爾特一世被刺殺身亡。

西吉貝爾特一世的兒子希爾德貝爾特二世當時只有5歲，在母親布倫希爾德攝政下繼任成為奧斯特拉西亞國王。布倫希爾德和希爾德貝爾特二世迅速尋求伯父勃艮第國王貢特拉姆的保護，而貢特拉姆最終將希爾德貝爾特二世作為自己的兒子和繼承人。

## 外部連結
- History of the Franks: Books I-X（页面存档备份，存于） at Medieval Sourcebook.

| 西吉贝尔特一世 墨洛温王朝出生于：535年逝世於：575年 | 西吉贝尔特一世 墨洛温王朝出生于：535年逝世於：575年 | 西吉贝尔特一世 墨洛温王朝出生于：535年逝世於：575年 |
| --------------------------------------------------- | --------------------------------------------------- | --------------------------------------------------- |
| 前任： 克洛泰爾一世                                 | 奥斯特拉西亞國王 561年–575年                        | 繼任： 希爾德貝爾特二世                             |